# Alocasia lancifolia
Alocasia lancifolia är en kallaväxtart som beskrevs av Adolf Engler. Alocasia lancifolia ingår i släktet Alocasia och familjen kallaväxter. Inga underarter finns listade.